# Bactrocera fusculata
Bactrocera fusculata är en tvåvingeart som beskrevs av Drew 1989. Bactrocera fusculata ingår i släktet Bactrocera och familjen borrflugor. Inga underarter finns listade.